# 제46회 일본 중의원 의원 총선거

중의원 획득 의석
자유민주당 (294)
민주당 (57)
일본유신회 (54)
공명당 (31)
모두의 당 (18)
일본미래의당 (9)
공산당 (8)
무소속 (5)
사회민주당 (2)
국민신당 (1)
신당대지 (1)

제46회 일본 중의원의원 총선거는 2012년 11월 16일에 중의원이 해산됨에 따라 같은 해 12월 4일에 공시, 12월 16일 실시된 중의원의원 총선거(일본어: 衆議院議員總選挙)이다. 아베 신조가 이끄는 자민당이 다수의 의석을 차지했다.

## 개요
2009년 8월 30일에 집행된 제45회 총선거에서는, 일본의 현행 헌법 성립 이래 처음으로 보수 정당 직계 이외의 정당인 민주당이 단독으로 과반수를 획득했지만, 이 선거로 당선한 중의원의원의 임기가 2013년 8월 29일에 만료하기 때문에, 동년 10월 8일까지 다음의 총선거의 집행이 예정되어 있었다.
2012년의 통상 국회에서 민주당 대표이자 일본 총리인 노다 요시히코는 세금과 사회보험의 개혁을 둘러싼 소비세 증세 법안의 채결에 임하여, 가까운 시일내에 국민 신임을 묻는(즉, 중의원을 해산) 일을 조건으로 자유민주당, 공명당의 협력을 얻어내 법안을 성립시켰다. 그러나 국회중에 해산되지 않은 채 회기를 끝났다. 이후 9월의 민주당대표 선거와 자유민주당 총재선거를 거치고 10월말에 임시 국회가 소집되지만, 중의원이 해산될 기색은 없었다.
그러나 11월 14일, 노다 총리는 당수 토론(국가 기본정책 위원회 합동 심사회)에 대해 "(중의원의원 정수 삭감 법안에 찬동의) 결단을 받는다면, 나는 이번 주말의 16일에 해산을 해도 괜찮다고 생각합니다."라고, 이틀 후인 11월 16일에 중의원의 해산을 갑자기 표명하였다. 자유민주당 총재인 아베 신조도 동조했기 때문에, 그 날 저녁에 정부 및 민주당의 수뇌가 총리대신 관저에서 협의한 결과, 중의원의원 총선거의 일정에 대해 2012년 12월 4일 공시하고 같은 해 12월 16일 투·개표를 하기로 결정하였다.
이러한 움직임에 의해, 중의원 운영위원회가 11월 15일에 이사회를 개최하여 11월 16일에 중의원 해산을 선언하기 위한 본회의 개회를 결정하였고, 11월 16일 오후 3시 50분 일본국 헌법 제7조의 규정에 의해서 중의원이 해산(조만간 해산)되었다. 일본국 헌법 시행후 총선거의 투표일이 12월로 설정되는 소위 '12월 선거'는 1983년의 제37회 총선거 이래 29년만의 선거이다.

## 여론조사

### 출구조사
| 방송사    | 자민          | 민주       | 유신       | 공명       | 다함께     | 미래     | 공산     | 사민    | 국민    | 대지    | 개혁    | 일본    | 무소속  |         | 자민+공명 |
| --------- | ------------- | ---------- | ---------- | ---------- | ---------- | -------- | -------- | ------- | ------- | ------- | ------- | ------- | ------- | ------- | --------- |
| NHK       | 275~310       | 55~77      | 40~61      | 27~35      | 11~24      | 6~15     | 6~10     | 1~4     | 0~1     | 1~2     | 0~0     | 0~0     | 2~5     | 302~345 |           |
| NNN       | 293 (277~312) | 59 (45~79) | 52 (38~67) | 30 (27~35) | 22 (16~29) | 8 (7~12) | 8 (6~12) | 2 (1~3) | 1 (0~1) | 1 (1~2) | 0 (0~0) | 0 (0~0) | 4 (3~5) | 323     |           |
| JNN       | 295 (289~305) | 66 (60~70) | 46 (43~48) | 31 (29~33) | 19 (15~20) | 8 (6~10) | 8 (7~9)  | 2 (1~3) | 0 (0~1) | 5 (4~5) | 5 (4~5) | 5 (4~5) | 5 (4~5) | 326     |           |
| FNN       | 296           | 65         | 46         | 32         | 17         | 8        | 8        | 2       | 1       | 1       | 0       | 0       | 4       | 328     |           |
| ANN       | 296           | 65         | 46         | 32         | 17         | 8        | 8        | 2       | 1       | 1       | 0       | 0       | 4       | 328     |           |
| TXN       | 297           | 63         | 48         | 32         | 16         | 8        | 8        | 2       | 1       | 1       | 0       | 4       | 4       | 329     |           |
| 실제 결과 | 294           | 57         | 54         | 31         | 18         | 9        | 8        | 2       | 1       | 1       | 0       | 0       | 5       | 325     |           |

## 선거 결과

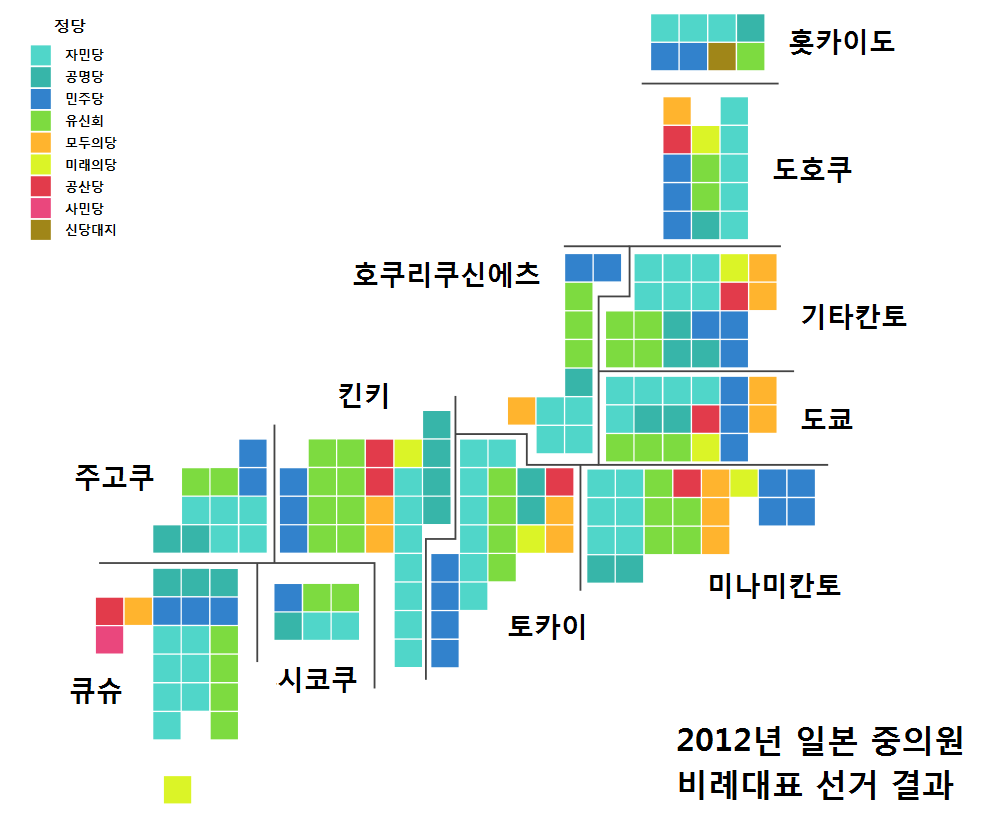
지역구별 중의원 비례대표 선거 결과

중의원의원 총선거 결과 자민당이 과반 의석인 241석을 돌파, 개헌추진 가능선인 320석에 가까운 294석을 획득하여 압승을 거두고 지난 총선거에서 민주당에 빼앗긴 정권을 탈환, 아베 내각으로의 재집권에 성공했다. 반면, 기존 여당이던 민주당은 고작 58석을 획득함으로써 지난 2009년 총선거에서의 획득 의석인 308석의 1/4도 미치지 못하는 참패를 하였으며, 이시하라 신타로 전 도쿄지사가 이끄는 우익성향의 일본유신회는 신당임에도 불구하고 54석을 획득하여 제3당으로 부상했다. 이번 선거에서 일본 국민들은 우익성향의 정당이나 세력을 지지하는 보수화 경향을 보였으나, 이번 선거에서 자민당이 너무 강력한 압승을 거둔 것에 대해선 독재 정치에 대한 우려를 나타내기도 하였다.
향후 개헌을 당론으로 하는 자민당과 일본유신회가 협력할 경우(자민당과 연립하고 있는 공명당은 개헌에 반대하는 입장), 중의원 개헌 동의에 필요한 2/3이상의 의석을 획득하여 개헌 추진이 본격화될 가능성도 있는데, 이러한 재집권에 성공한 자민당 정권이 극우화의 길을 걸을 경우 중국·한국 등과의 갈등 심화 및 중국의 무역보복 등으로 더욱 극심한 경기침체와 쇠락의 길로 빠져들 가능성이 높아, 지난 26일 출범한 아베 정권의 앞날도 순탄치만은 않을 전망이다.
이번 선거의 투표율은 59.32%으로 역대 최저의 총선거가 되었다. 전회의 총선거와 비교해도 10포인트 가깝게 하락했다.
| 정당 | 정당        | 소선거구   | 소선거구 | 소선거구 | 비례대표   | 비례대표 | 비례대표 | 총의석 | 전의석 | 증감 |
| 정당 | 정당        | 득표수     | 득표율   | 의석     | 득표수     | 득표율   | 의석     | 총의석 | 전의석 | 증감 |
| ---- | ----------- | ---------- | -------- | -------- | ---------- | -------- | -------- | ------ | ------ | ---- |
| 여당 | 민주당      | 13,598,773 | 22.8%    | 27       | 9,628,653  | 15.9%    | 30       | 57     | 231    | ▼174 |
| 여당 | 국민신당    | 117,185    | 0.1%     | 1        | 70,847     | 0.1%     | 0        | 1      | 2      | ▼1   |
| 여당 | 계          | 13,715,958 | 22.9%    | 28       | 9,699,500  | 16.0%    | 30       | 58     | 233    | ▼175 |
| 야당 | 자유민주당  | 25,643,309 | 43.0%    | 237      | 16,624,457 | 27.6%    | 57       | 294    | 118    | △176 |
| 야당 | 일본유신회  | 6,942,353  | 11.6%    | 14       | 12,262,228 | 20.3%    | 40       | 54     | 11     | △43  |
| 야당 | 공명당      | 885,881    | 1.4%     | 9        | 7,116,474  | 11.8%    | 22       | 31     | 21     | △10  |
| 야당 | 모두의 당   | 2,807,244  | 4.7%     | 4        | 5,245,586  | 8.7%     | 14       | 18     | 8      | △10  |
| 야당 | 일본 미래당 | 2,992,365  | 5.0%     | 2        | 3,423,915  | 5.6%     | 7        | 9      | 61     | ▼52  |
| 야당 | 공산당      | 4,700,289  | 7.8%     | 0        | 3,689,159  | 6.1%     | 8        | 8      | 9      | ▼1   |
| 야당 | 사회민주당  | 451,762    | 0.7%     | 1        | 1,420,790  | 2.3%     | 1        | 2      | 5      | ▼3   |
| 야당 | 신당대지    | 315,604    | 0.5%     | 0        | 346,848    | 0.5%     | 1        | 1      | 3      | ▼2   |
| 야당 | 신당일본    | 62,697     | 0.1%     | 0        |            |          |          | 0      | 1      | ▼1   |
| 야당 | 신당개혁    |            |          |          | 134,781    | 0.3%     | 0        | 0      | 0      | ±0   |
| 야당 | 계          | 44,801,504 | 74.8%    | 267      | 50,264,238 | 83.2%    | 150      | 417    | 239    | △178 |
| 기타 | 무소속      | 1,006,468  | 1.6%     | 5        |            |          |          | 5      | 7      | ▼2   |
| 기타 | 행복실현당  | 102,634    | 0.1%     | 0        | 216,150    | 0.3%     | 0        | 0      | 0      | ±0   |
| 합계 | 합계        | 59,626,566 | 100.0%   | 300      | 60,179,888 | 100.0%   | 180      | 480    |        |      |

## 같이 보기
- 일본 중의원 소선거구제 선거구 목록